# Повіт Тесіо
Пові́т Тесіо́ (яп. 天塩郡, てしおぐん, МФА: [teɕio guɴ]) — повіт в Японії, в округах Румой і Соя префектури Хоккайдо. 